# H2-Rezeptor-Antagonisten
H2-Rezeptor-Antagonisten sind Antihistaminika, die speziell auf den Histamin-H2-Rezeptor hemmend einwirken. Sie bewirken eine Hemmung der Magensäuresekretion und werden zur Behandlung von peptischen Ulcera, Magensäurehypersekretion und Folgesyndromen (Reflux) eingesetzt.

## Wirkung
Bei der Verdauung geben enterochromaffinartige Zellen der Magenschleimhaut Histamin ab, welches die Produktion von Magensäure in Parietalzellen der Magenschleimhaut stimuliert. Die Sekretion des Histamins wird vom Vagusnerv Acetylcholin-vermittelt gesteuert. H2-Antagonisten blockieren die Aufnahme von Histamin durch den H2-Rezeptor von Parietalzellen und hemmen so die Magensäuresekretion. Das Ausmaß der Sekretionshemmung ist geringer als bei Protonenpumpenhemmern. H2-Antagonisten hemmen die basale (nächtliche) Säuresekretion zwar um bis zu 90 %, die stimulierte Sekretion – z. B. durch Nahrungsaufnahme – jedoch nur um ca. 50 %.

## Wirkstoffe
H2-Antagonisten sind nach der Leitsubstanz Histamin modelliert. Sie haben im Allgemeinen eine Plasmahalbwertszeit von ca. zwei bis drei Stunden; die orale Bioverfügbarkeit ist variabel, von 40 % (Famotidin) bis 90 % (Nizatidin). Das erste wirksame Präparat war Cimetidin, das in den 1970er-Jahren auf den Markt kam.
- Cimetidin
- Ranitidin
- Famotidin
- Nizatidin
- Roxatidin
- Lafutidin

## Unerwünschte Wirkungen
Selten (< 1 %) können Kopfschmerzen, Müdigkeit, Schwindel, Durchfall und Verstopfung auftreten.
Der Wirkstoff Cimetidin hat eine antiandrogene Wirkung. Er hemmt darüber hinaus mehrere Cytochrom-P450-Isoenzyme und kann so den Metabolismus anderer Arzneistoffe beeinflussen. Auf die anderen H2-Antagonisten trifft das nicht zu.

## Sonstiges
H2-Antagonisten sind in Deutschland nach den Protonenpumpenhemmern die meistverschriebenen Pharmaka zur Behandlung peptischer Ulcera.
Vor einer Anwendung sollten die Ursachen der zugrundeliegenden Störung analysiert werden. Die häufigsten Ursachen für die Ulcuskrankheit sind die Infektion mit Helicobacter pylori und die Einnahme von NSARs.